# كأس إسكتلندا 1967–68
كأس اسكتلندا 1967–68 (بالإنجليزية: 1967–68 Scottish Cup)‏ هو موسم من كأس اسكتلندا. فاز فيه دونفرملين أثلتيك.